# Hugo von Kottwitz

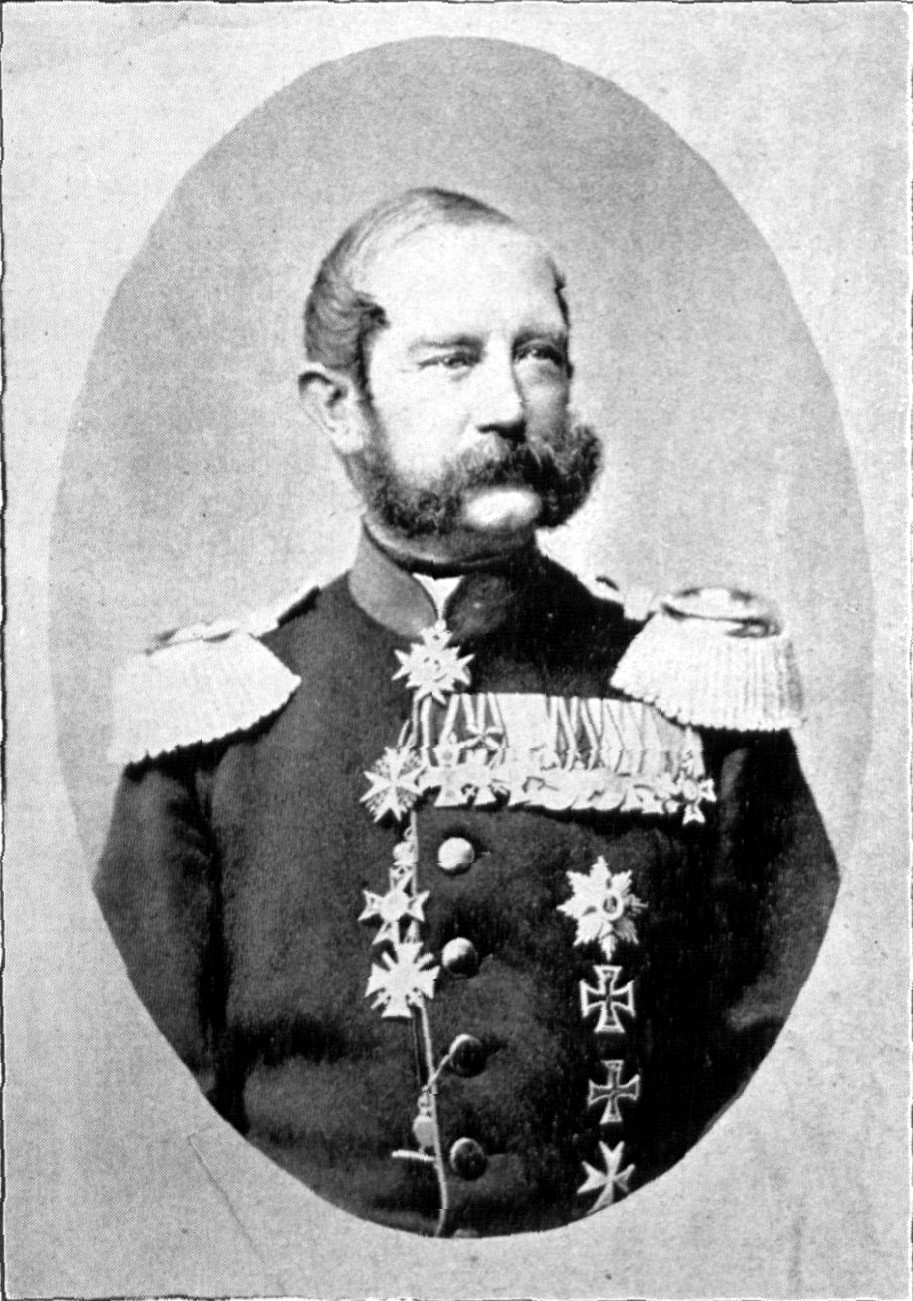
Hugo Freiherr von Kottwitz

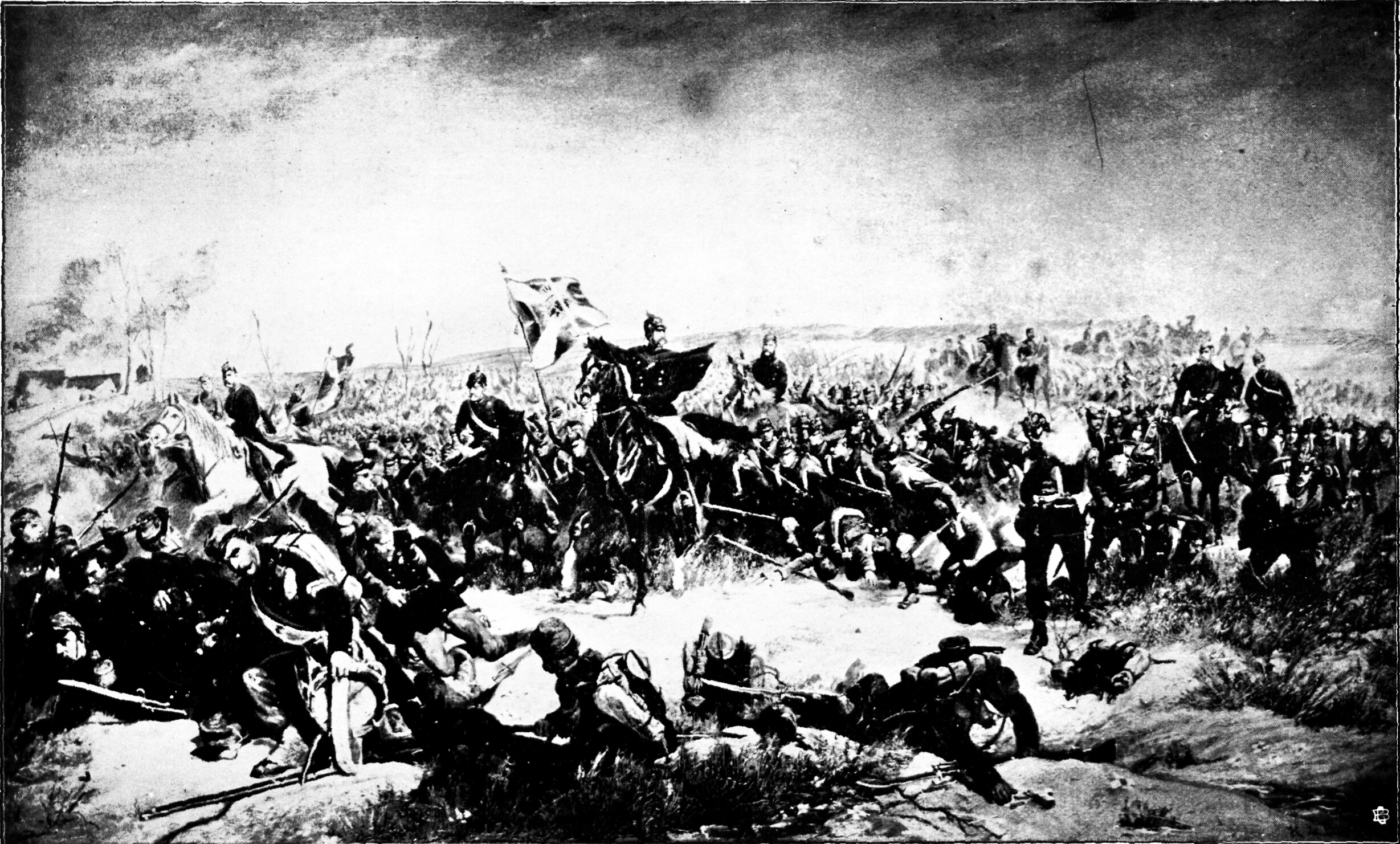
Füsilierbataillon in der Schlacht von Loigny

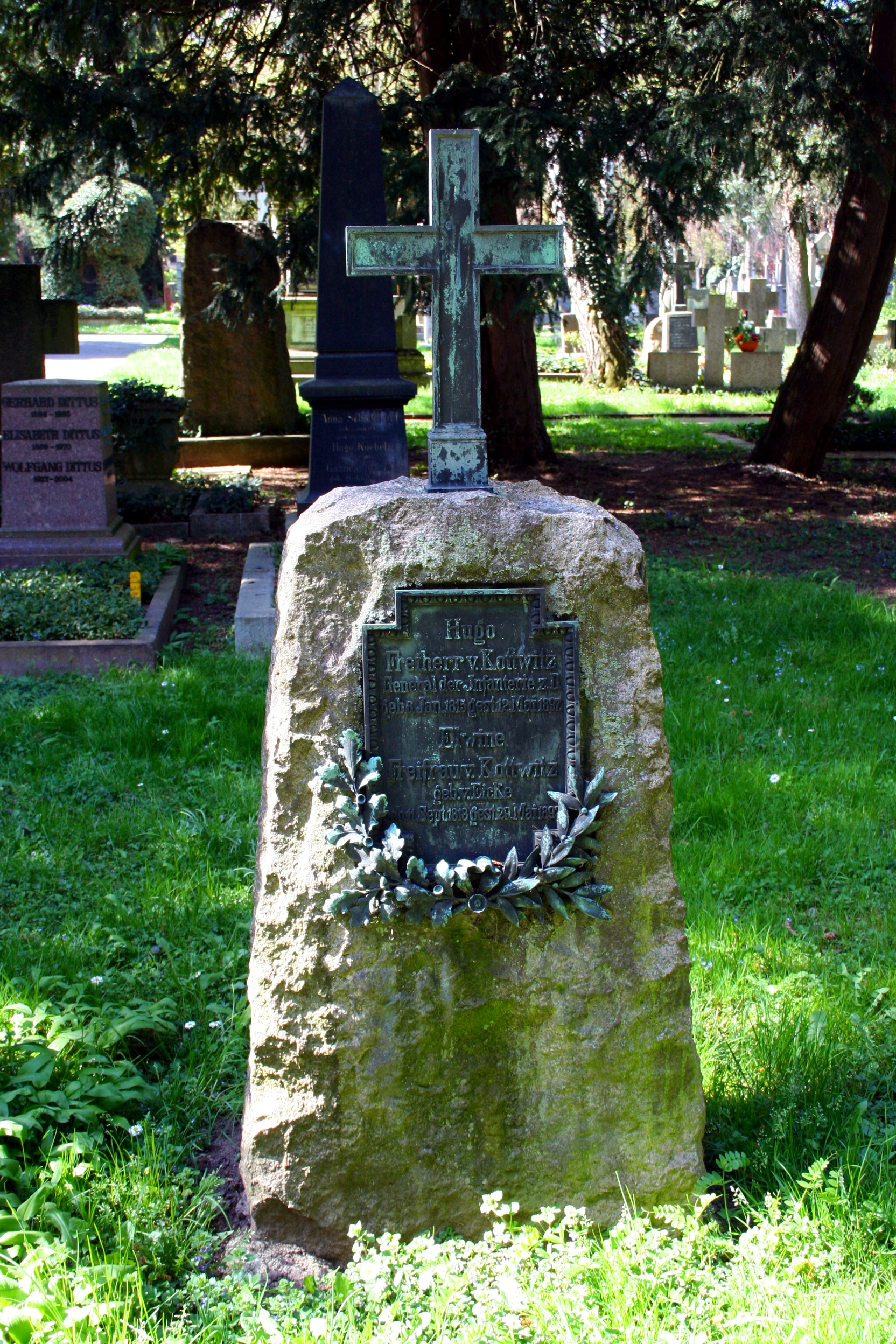
Grab auf dem Pragfriedhof Stuttgart

Hugo Karl Ernst Freiherr von Kottwitz (* 6. Januar 1815 in Wahlstatt, Landkreis Liegnitz, Provinz Schlesien; † 13. Mai 1897 in Stuttgart) war ein preußischer General der Infanterie.

## Leben

### Herkunft
Seine Eltern waren Karl Emil Rudolf Freiherr von Kottwitz (1785–1857) und Auguste, geborene von Birckhahn (1791–1863).

### Militärkarriere
Kottwitz trat an seinem 17. Geburtstag in das 11. Infanterie-Regiment der Preußischen Armee in Breslau ein. Er blieb in diesem Regiment, bis er kurz vor dem Deutschen Krieg am 3. April 1866 als Oberstleutnant zum Kommandeur des 4. Westfälischen Infanterie-Regiments Nr. 17 ernannt wurde. Sein Regiment gehörte zur Elbarmee und zeichnete sich bei der Schlacht von Königgrätz durch die erfolgreiche Erstürmung des von sächsischen Truppen gehaltenen Wald von Bor aus. Dafür erhielt er den Roten Adlerorden III. Klasse mit Schwertern.
Für die Dauer des mobilen Verhältnisses anlässlich des Krieges gegen Frankreich wurde Kottwitz am 18. Juli 1870 zum Kommandeur der 33. Infanterie-Brigade ernannt. Diese bestand aus den Hanseatischen Regimentern Nr. 75 und 76. Die Brigade war der 17. Infanterie-Division unterstellt und Bestandteil des VIII. Armee-Korps unter dem Kommando des Großherzogs von Mecklenburg. Kottwitz war beteiligt an der Einschließung von Metz, Toul und Paris. Im November 1870 war er Teil des deutschen Vorstoßes in Richtung Le Mans. Der erfolgreiche Angriff seiner Brigade auf den Ort Loigny und die anschließende Behauptung dieser Position war mit entscheidend für den Sieg in der Schlacht bei Loigny und Poupry am 2. Dezember 1870. Nach der Eroberung von Orléans war er beteiligt am entscheidenden Sieg über die Loirearmee bei Le Mans. 
Am Tag der Schlacht bei Loigny, 2. Dezember 1870, trat er des Morgens vor das Füsilier-Bataillon des Infanterie-Regiments Nr. 76 und spornte es an „der Tapferkeit der Hanseaten zu gedenken!“ Das Bataillon richtete seinen Angriff nach Norden während die anderen Bataillone sich nach Loigny wandten. Dieser Stoß überraschte die Franzosen derart, dass diese von ihrer Flanke her überrannt wurden. Sie flohen in den Ort Fougeu und wurden auch aus diesem vertrieben. Als das III. Bataillon des Infanterie-Regiments Nr. 76 später zum II. Bataillon des 3. Hanseatischen Infanterie-Regiments Nr. 162 gewandelt wurde, bildete dieses Ereignis, und somit General von Kottwitz als Teil dessen, den identitätsstiftenden Mythos des Lübecker Regiments.
Nach Kriegsende in seiner Stellung als Kommandeur der 33. Infanterie-Brigade bestätigt, wurde Kottwitz am 13. Juli 1874 mit dem Rang als Divisionskommandeur zu den Offizieren von der Armee versetzt und nach Württemberg kommandiert. Hier zunächst mit der Führung der 26. Division in Stuttgart beauftragt, wurde Kottwitz am 23. Juli 1874 zum Kommandeur ernannt und als solcher am 18. Januar 1875 zum Generalleutnant befördert. Unter Entbindung von seinem Kommando nach Württemberg wurde er am 22. Dezember 1877 schließlich Kommandeur der 1. Division in Königsberg, die Kottwitz bis zum 4. Februar 1878 befehligte. Anschließend wurde er unter Verleihung des Roten Adlerordens I. Klasse mit Eichenlaub und Schwertern mit Pension zur Disposition gestellt. 
Aus Anlass des 25. Jahrestages der Schlacht bei Loigny und Poupry verlieh ihm Wilhelm II. am 2. Dezember 1895 den Charakter als General der Infanterie. Kottwitz war Ehrenritter des Johanniterordens.

### Familie
Kottwitz hatte sich am 26. Oktober 1839 mit Alwine Adelaide Rosalie Charlotte von Eicke (1819–1892) verheiratet. Aus der Ehe gingen mehrere Kinder hervor:
- Hugo Karl Alfred Eugen (1840–1885), Hauptmann a. D. ⚭ 26. Mai 1869 Helene Freiin von Kottwitz (* 1850) aus dem Hause Cossar
- Alfred Kurt Ludwig (* 1849) ⚭ 1882 Clara Luise Karoline Schnabel (* 1861)